# Mlaka (żupania sisacko-moslawińska)
Mlaka – wieś w Chorwacji, w żupanii sisacko-moslawińskiej, w gminie Jasenovac. W 2011 roku liczyła 58 mieszkańców.